# Kondopoga (stacja kolejowa)
Kondopoga (ros. Кондопога, krl. Kondupohju, wep. Kondopog, fiń. Kontupohja) – stacja kolejowa w miejscowości Kondopoga, w rejonie kondopożskim, w Karelii, w Rosji. Położona jest na linii Wołchow - Murmańsk.

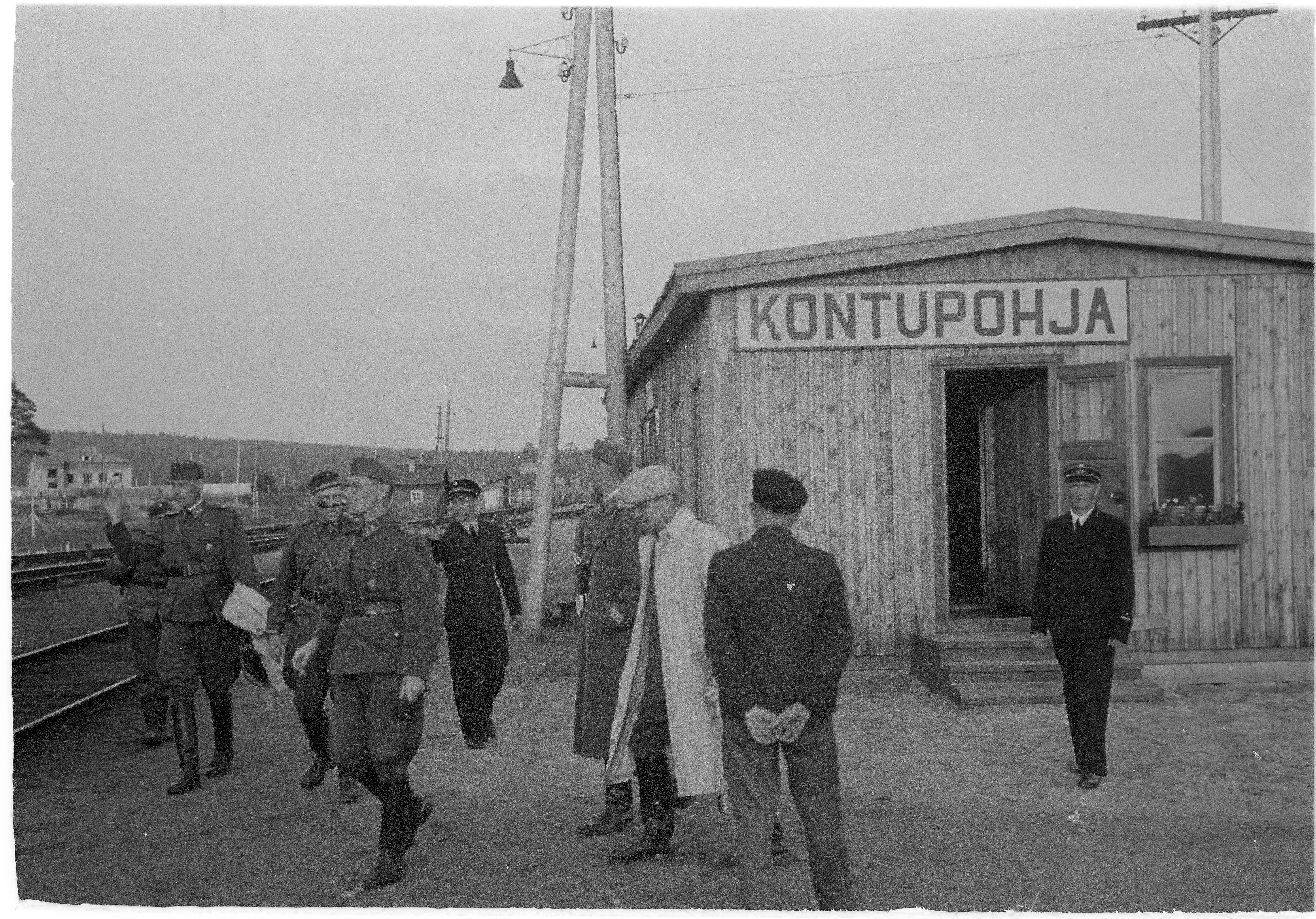
stacja w okresie okupacji fińskiej